# Cantonul Talmont-Saint-Hilaire
Cantonul Talmont-Saint-Hilaire este un canton din arondismentul Sables-d'Olonne, departamentul Vendée, regiunea Pays de la Loire, Franța.

## Comune
- Avrillé
- Le Bernard
- Grosbreuil
- Jard-sur-Mer
- Longeville-sur-Mer
- Poiroux
- Saint-Hilaire-la-Forêt
- Saint-Vincent-sur-Jard
- Talmont-Saint-Hilaire (reședință)